# André Ruplinger
André Ruplinger, né à Lyon le 14 juillet 1889 et mort au front à Brouderdorff en Lorraine annexée le 20 août 1914, est un homme de lettres français.

## Biographie
André Ruplinger est le fils de Jean Ruplinger, qui a quitté sa Lorraine natale après la défaite de la France en 1870 pour ne pas vivre sous domination allemande, et s'est installé à Lyon, où il épouse Adélaïde Pascalin, dont il a six enfants.
André est l'aîné des trois garçons. Brillant élève, il collectionne les prix au lycée (prix d'honneur en classe de Première puis en classe de Philosophie), poursuit après le baccalauréat en « lettres supérieures », et est admis en juin 1908 au concours d'entrée à l'École normale supérieure, section Lettres. Selon l'usage, il effectue une première année de service militaire (dont la durée est alors de deux ans) avant d'intégrer l'École en octobre 1909. À la Sorbonne il est l'élève de Gustave Lanson, à qui il soumet son projet de travailler sur les écrivains du XVIIIe siècle. Il soutient son Diplôme d'études supérieures, puis se présente à l'agrégation de Lettres, mais échoue — « au grand étonnement de tous ses maîtres », dira Lanson. Il poursuit néanmoins ses travaux, qu'il consacre désormais à Charles Bordes. À l'issue de sa deuxième année de service militaire (dont la durée a été portée à trois ans), il se présente de nouveau à l'agrégation en 1914. Admissible, il est à Paris en juillet pour l'oral lorsqu'il est rappelé en garnison au 92e régiment d'infanterie de Clermont-Ferrand. Dès la déclaration de guerre, son régiment est envoyé au front dans une zone réputée dangereuse. Le 20 août, près de Brouderdorff, au cours d'un affrontement violent, le sous-lieutenant Ruplinger est tué d'une balle dans la tête alors qu'il franchissait une crête pour aller prendre les ordres de son chef de corps. Il est cité à l'ordre du régiment. En 1917, sa qualité de « mort pour la France » sera officiellement reconnue.
Comme beaucoup de catholiques de son époque, André Ruplinger a sans doute épousé certaines idées de la droite ou de l'extrême droite. Il figure ainsi au tableau d'honneur des morts de l'Action française. Cependant, sa correspondance montre qu'il s'est également intéressé aux idées de Marc Sangnier et du mouvement Le Sillon. A sa mort, des personnalités politiques de divers tendances lui rendront hommage, comme Maurice Barrès ou Édouard Herriot. Ce dernier écrira d'ailleurs la préface de l'ouvrage de son père, Jean Ruplinger : "Also sprach Germania". C'est également sous son mandat de maire de Lyon que le conseil municipal votera pour qu'une rue de la ville porte son nom.
Son jeune frère Henri, étudiant en médecine, mourra en 1915 d'une maladie contractée dans l'hôpital militaire où il était affecté. Son autre frère Pierre, gazé, sera ramené sur les arrières, et survivra.
André, Henri, et Pierre (décédé en 1979) sont enterrés au cimetière de Loyasse, à Lyon.

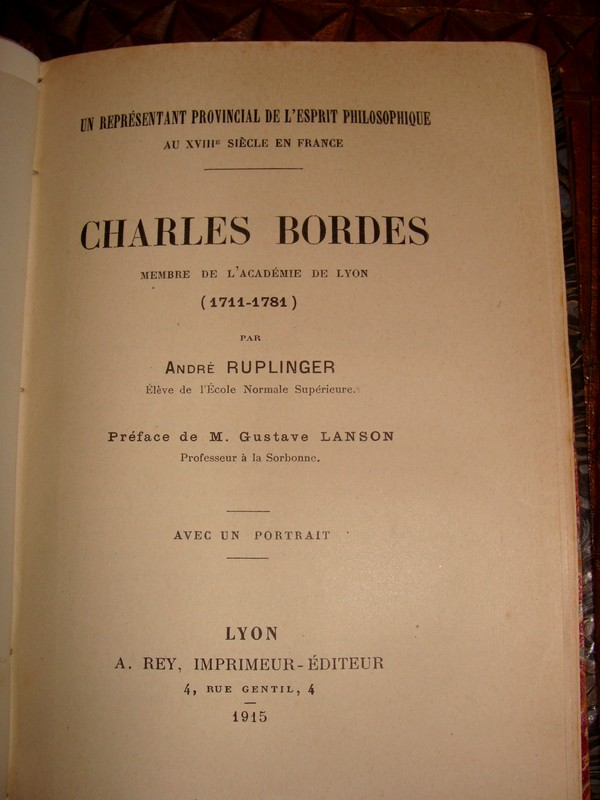
La page de garde de l'ouvrage d'André Ruplinger consacré à Charles Bordes

## Ouvrages
Les travaux d'André Ruplinger ont été publiés après sa mort, à la diligence de Camille Latreille, professeur à la Faculté des Lettres de Lyon, collègue et ami de Jean Ruplinger, et président de l'Académie des sciences, belles-lettres et arts de Lyon, à qui André avait soumis ses textes peu auparavant. Gustave Lanson a tenu à préfacer l'ouvrage principal sur Charles Bordes, en hommage à son élève qu'il estimait.
- Un Contradicteur de J.-J. Rousseau : le Lyonnais Charles Bordes, Revue d'Histoire de Lyon, 1914, Fascicule V (septembre-octobre), p. 305-321, Lyon, A. Rey.
- Un représentant provincial de l'esprit philosophique au XVIIIe siècle en France, Charles Bordes, Membre de l'Académie de Lyon (1711-1781), préface de Gustave Lanson, Lyon, A. Rey, 1915.

- Prix Bordin de l’Académie française en 1916

## Hommages
- Le nom d'André Ruplinger a été gravé dans la pierre au Panthéon de Paris[5] parmi ceux des écrivains morts au champ d'honneur[11].
- Le nom d'André Ruplinger figure sur le Monument aux morts de l'île du Souvenir du Parc de la Tête-d'Or, à Lyon.
- La rue Sainte-Marie, une rue du 4e arrondissement de Lyon, est renommée rue Rüplinger en son honneur en 1916[7],[12].
- Les noms d'André et de son frère Henri figurent sur la plaque commémorative de la Grande Guerre dans l'église Notre-Dame de l'Assomption de Neuville-sur-Saône (Rhône), ville où leur famille avait (et a toujours) une propriété.
- Son nom est cité dans différents établissements qu'il a fréquenté : monument commémoratif du lycée Ampère de Lyon, monument commémoratif 1914-1918 de l'École normale supérieure, plaque commémorative 1914-1918 de la Sorbonne.
- Son camarade de promotion à l'École normale supérieure, Paul Tuffrau, lui a dédié son ouvrage La Légende de Guillaume d'Orange

## Sources
- André Ruplinger, par Raoul Stéphan, in Anthologie des écrivains morts à la guerre (1914-1918), publiée par l'Association des Écrivains combattants, Tome 4, p. 692-695. Édgar Malfère, Amiens, 1926.
- Gustave Lanson, préface à l'ouvrage d'André Ruplinger Un représentant provincial de l'esprit philosophique au XVIIIe siècle en France, Charles Bordes, Membre de l'Académie de Lyon (1711-1781) (cf. supra), présentation très documentée de la vie et de l'œuvre d'André Ruplinger.
- Le service militaire d'André Ruplinger, par Françoise Bayard, in Neuville-sur-Saône et sa région, Actes des journées d'études 2015, XXVIII, Union des Sociétés historiques du Rhône et de Lyon-Métropole,  (ISBN 978-2-906998-33-9), p. 155-166.
- Françoise Bayard, « Les réseaux d’André Ruplinger, normalien (1908-1914) », dans Les acteurs du développement des réseaux, Éditions du Comité des travaux historiques et scientifiques, coll. « Actes des congrès nationaux des sociétés historiques et scientifiques », 13 novembre 2018 (ISBN 978-2-7355-0872-3, lire en ligne [PDF])
- « In Memoriam », Journal des débats politiques et littéraires,‎ 29 janvier 1916 (lire en ligne)